# Karen Borca
Karen Borca (nacida el 5 de septiembre de 1948 en Green Bay, Wisconsin) es una fagotista estadounidense de jazz de vanguardia y free jazz. 

## Temprana edad y educación
Estudió música en la Universidad de Wisconsin con John Barrows y Arthur Weisberg, graduándose en 1971.
Mientras estaba en la Universidad de Wisconsin, conoció a Cecil Taylor, quien enseñó en la universidad durante el año académico 1970 - 1971. Estudió con Taylor, tocó en sus big bands, conjuntos y en la Unidad Cecil Taylor, y fue su asistente mientras trabajaba en el Programa de Música Negra en Antioch College en Yellow Springs, Ohio.
Fue asistente del antiguo colaborador de Taylor, el saxofonista Jimmy Lyons, mientras él era artista residente en Bennington College en Bennington, Vermont en 1974. Borca y Lyons se casaron y ella tocó en su conjunto hasta su muerte en 1986.

## Carrera
En 1976, actuó en una producción de A Rat's Mass de Adrienne Kennedy dirigida por Cecil Taylor en La MaMa Experimental Theatre Club en el East Village de Manhattan. Los músicos Rashid Bakr, Andy Bey, David S. Ware, Raphe Malik y Lyons también actuaron en la producción. La producción de Taylor combinó el guion original con un coro de voces orquestadas utilizadas como instrumentos. 
Ha actuado con sus propios conjuntos en el Newport Jazz Festival New York City Salute to Women in Jazz en 1978 y 1979, Soundscape, Vision Festival y Jazz Fest Berlin, entre muchos otros festivales y conciertos. Ha actuado en Estados Unidos e internacionalmente, con músicos como William Parker, Bill Dixon, Butch Morris, Marco Eneidi, Joel Futterman, Sonny Simmons, Alan Silva y Jackson Krall.

## Discografía
Con Jimmy Lyons
- 1978: Push Pull (Hathut Records)
- 1980: Riffs (Hathut Records)
- 1985: Give It Up (Black Saint Records)
- 1983: Wee Sneezawee (Black Saint Records)
- 1972–1985: The Box Set (Ayler)

Con Alan Silva
- 1999: Alan Silva &amp; the Sound Visions Orchestra (Eremite Records)
- 2003: H.Con.Res.57/Treasure Box (Eremite Records)

Con otros 
- 1982: Red Snapper: Paul Murphy at CBS (Paul Murphy, Cadence Jazz Records)
- 1983: Cloudburst (Paul Murphy, Murphy Records)
- 1983: Moments (Joel Futterman, Ear Rational)
- 1984: Passage (Joel Futterman, Ear Rational)
- 1986: Winged Serpent (Sliding Quadrants) (Cecil Taylor, Soul Note Records)
- 1994: Final Disconnect Notice (Marco Eneidi, Botticelli)
- 1999: Many Rings (Joe Morris, Knitting Factory)
- 2001: Waking the Living, Earth People (Undivided Vision)
- 2001: The Cosmosamatics (Sonny Simmons, Boxholder)
- 2008: 17 Musicians in Search of a Sound: Darfur (Bill Dixon, AUM Fidelity)
- 2003: Sky Readers - (Undivided Vision Records) North Country Distribution
- 2003: Simple...Ins't It?? (Undivided Vision Records) North Country Distribution
- 2005: Now Is Rising -(2005 - Undivided Vision Records) North Country Distribution
- 2007: Bang! from New York City (Undivided Vision Records) North Country Distribution